# Edafogeografía

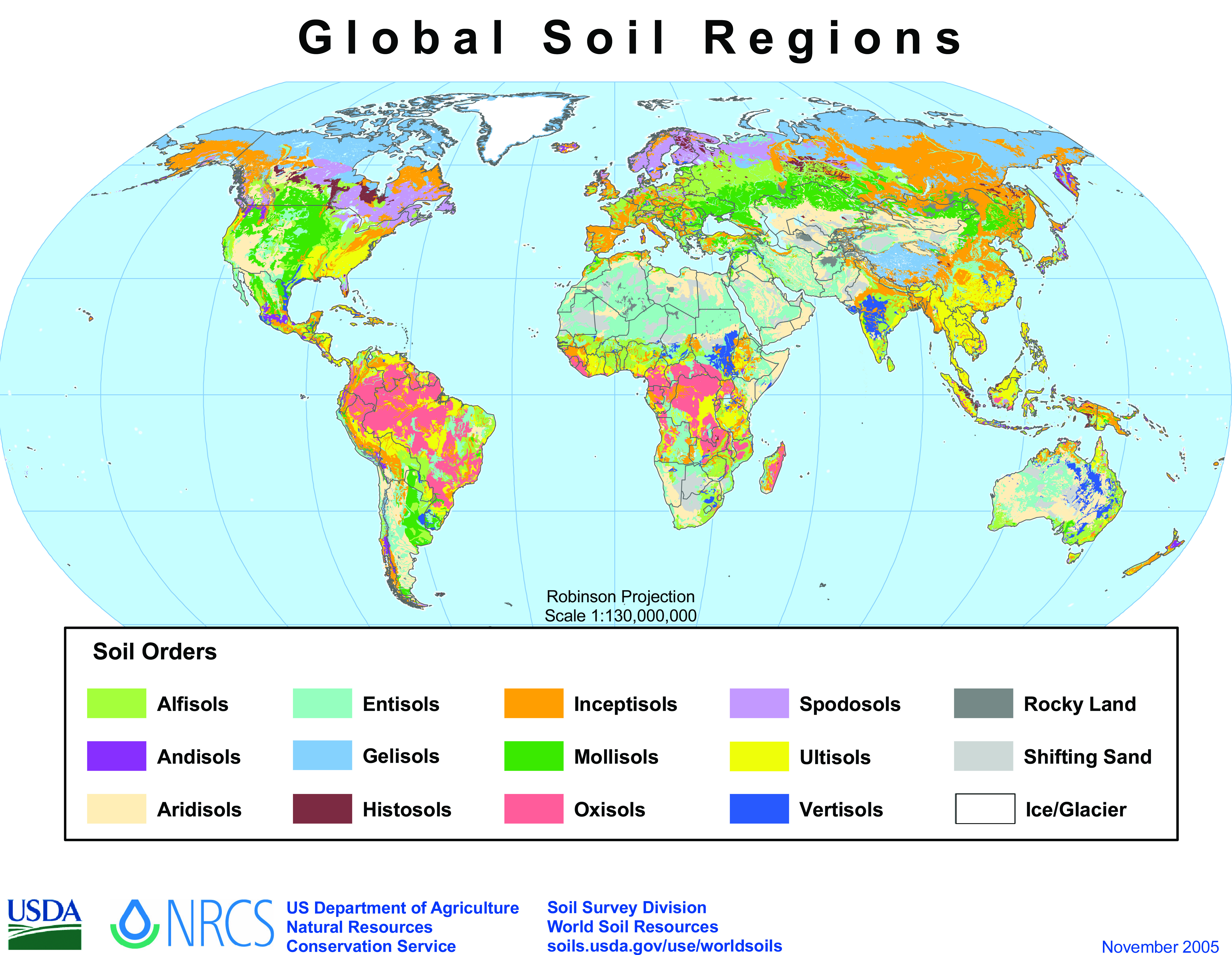
Distribución mundial de los principales tipos de suelo según el Departamento de Agricultura de los Estados Unidos. Sus criterios, a diferencia de la clasificación europea o de la FAO, tienen especialmente en cuenta las variables climáticas (precipitación y temperatura).

La edafogeografía es una rama de la edafología encargada de estudiar la distribución espacial de los distintos tipos de suelo así como la relación de estos con la actividad humana. Por su campo de estudio, la edafogeografía tiene numerosas vinculaciones con otras ciencias, en particular con la geografía. Además, por los elementos abióticos y bióticos que intervienen en los distintos procesos que dan origen a múltiples tipos de suelo, la edafogeografía tiene en cuenta factores climáticos, geológicos y biológicos.